# بوشکو رالیچ
بوشکو رالیچ (انگلیسی: Boško Ralić؛ ۲۵ نوامبر ۱۹۰۴ – ۱۷ اکتبر ۱۹۷۸) بازیکن فوتبال اهل یوگسلاوی بود.
از باشگاه‌هایی که در آن بازی کرده‌است می‌توان به باشگاه فوتبال کنکوردیا اشاره کرد.
وی همچنین در تیم ملی فوتبال یوگسلاوی بازی کرده‌است.